# Chiesa cattolica in Slovacchia

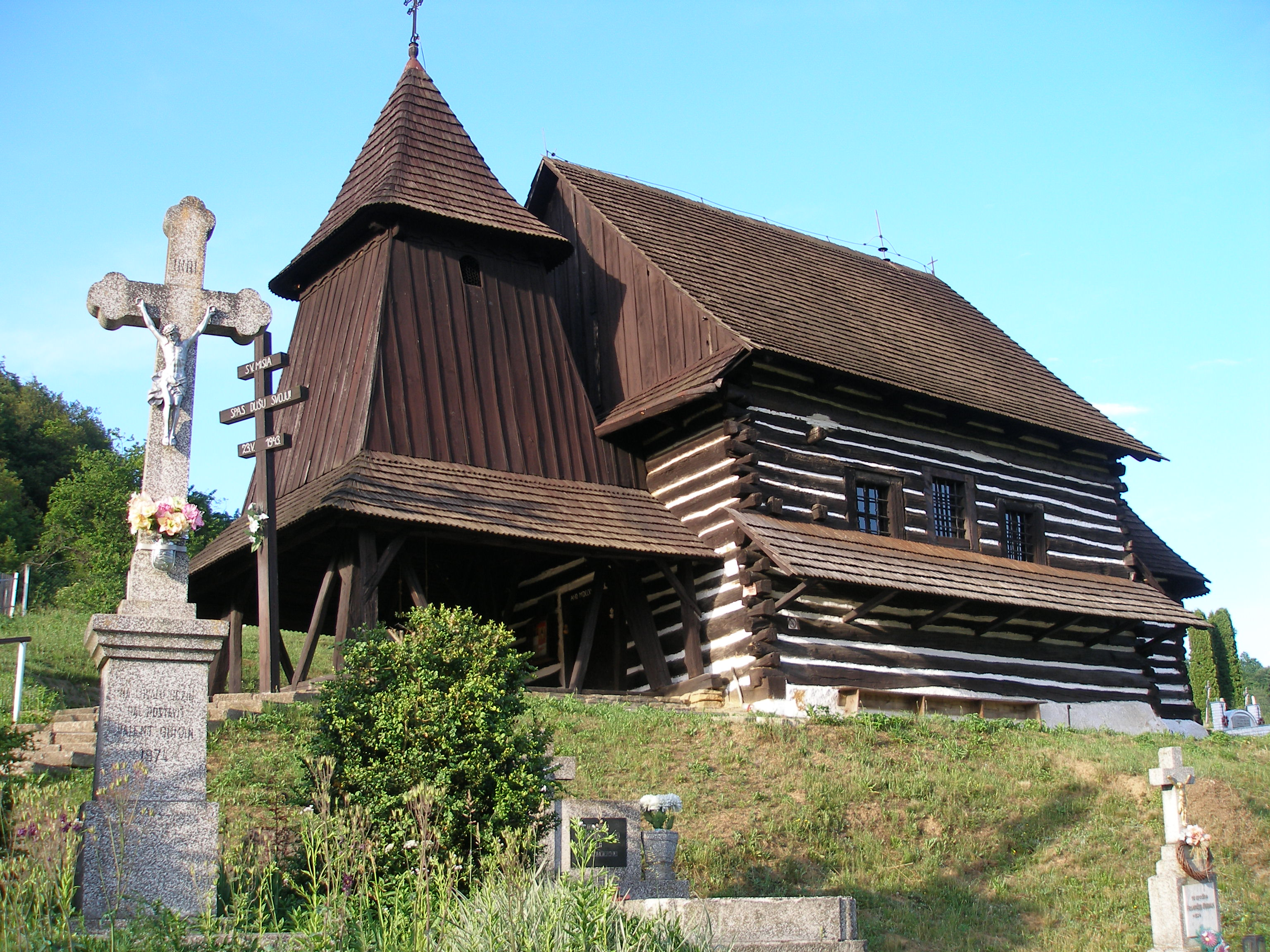
Una caratteristica chiesa in legno: San Luca Evangelista a Brežany, nella regione di Šariš

La Chiesa cattolica in Slovacchia rappresenta la principale religione del paese. I battezzati di rito romano sono circa il 70% della popolazione, a cui si aggiunge un altro 4% di cattolici di rito bizantino.

## Storia

### L'evangelizzazione
I primi monaci missionari benedettini cristiani giunsero in Slovacchia dalla Germania e precisamente da Passavia sotto il regno di Mojmír I, all'inizio del IX secolo. Tuttavia, la cristianizzazione di queste terre non si completerà che in seguito all'opera missionaria dei santi Cirillo e Metodio.

### Durante l'impero della Grande Moravia
L'istituzione della gerarchia ecclesiastica in Slovacchia risale ai tempi della sua evangelizzazione. L'importanza della presenza gerarchica era stata intuita dal principe Rastislav, sovrano dell'impero della Grande Moravia, che nell'anno 861 decise di porre termine all'influenza dei Franchi nella Grande Moravia e richiese al papa l'invio di insegnanti che potessero formare il clero locale. Il papa non rispose e Rastislav si rivolse all'imperatore bizantino Michele III, che inviò i santi Cirillo e Metodio, due monaci di Tessalonica. A Metodio si deve l'erezione di una diocesi indipendente a Nitra nell'880, che fu subito posta sotto l'autorità del papa.

### Medioevo e dominazione ungherese
La gerarchia dell'Impero della Grande Moravia non sopravvisse alla caduta dello Stato slavo, che segnò l'ingresso del territorio della Slovacchia nell'orbita ungherese. Attorno all'anno 1000 furono erette in Ungheria dieci diocesi e buona parte del territorio slovacco era compreso nelle diocesi più settentrionali, quella di Strigonio e quella di Eger.

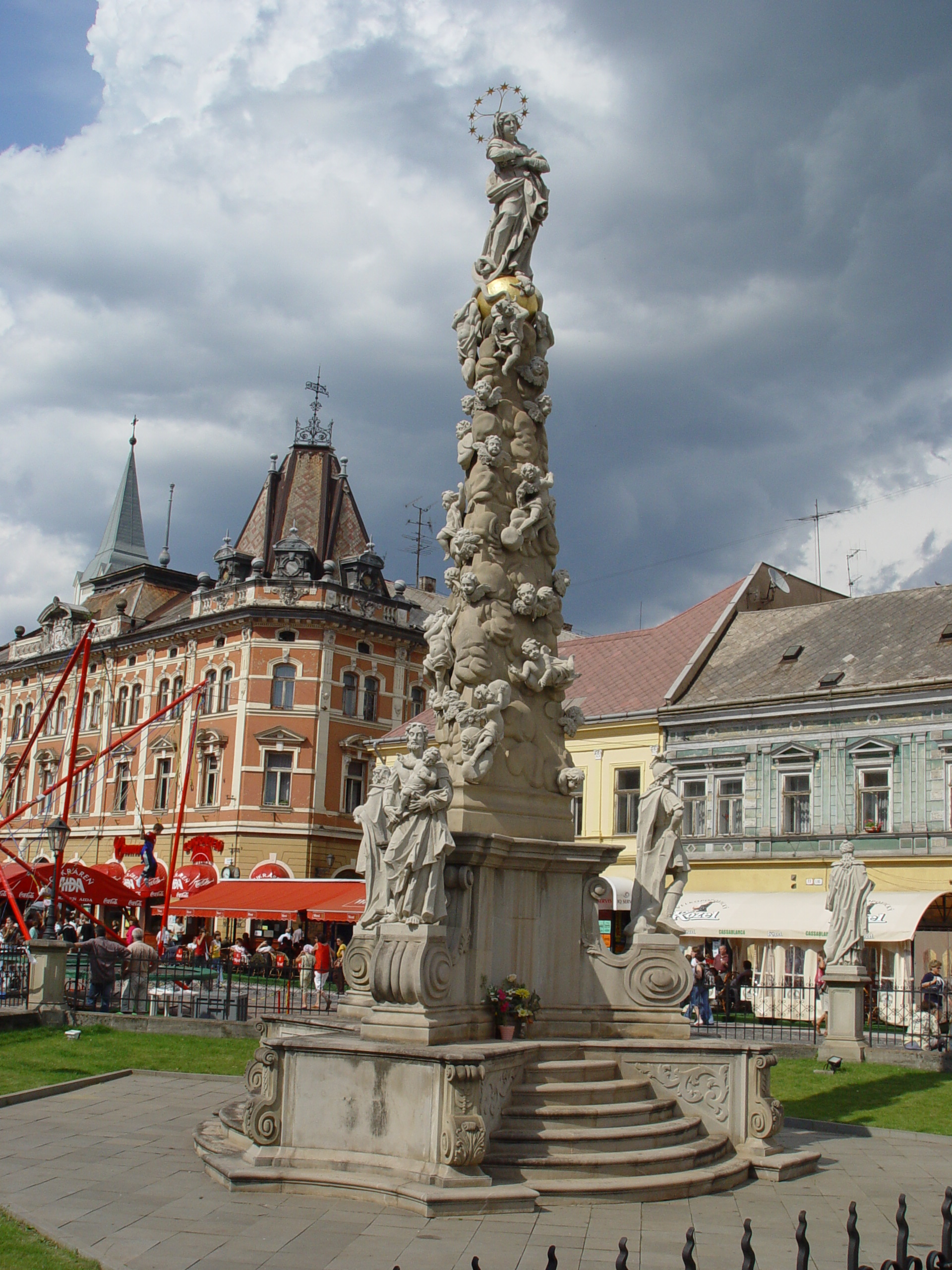
La colonna dell'Immacolata a Košice

Tra Cinquecento e Seicento si accumulano tensioni con i protestanti, che spesso sfociano in aperte lotte, di cui è evidente la coloritura politica. L'alta nobiltà fedele agli Asburgo difese il cattolicesimo, mentre la nobiltà subalterna propensa ad un Regno d'Ungheria indipendente è più incline ad abbracciare la Riforma. Segno tangibile di queste lotte rimangono le colonne dedicate alla Vergine Maria, con la doppia funzione di colonna votiva eretta dopo guerre e pestilenze e di affermazione di cattolicità contrapposta alle critiche protestanti verso il culto dei santi. Ancor oggi evangelici e luterani sono gruppi numerosi in Slovacchia.
Fino all'edizione del Messale post-tridentino di San Pio V in Slovacchia era in uso il rito proprio dell'arcidiocesi di Strigonio, il cui Messale, che trae origine da un Sacramentario della fine del XII secolo, fu stampato nel 1484. Le rubriche liturgiche erano raccolti nell'Ordinarius Strigoniensis che ebbe otto edizioni fra il 1493 e il 1520. Gli stessi libri liturgici erano utilizzati anche nelle diocesi suffraganee. Dopo il Concilio di Trento, il Messale strigoniense rimase in uso fino al sinodo del 1629, tenuto a Trnava, in cui fu votato all'unanimità l'accoglimento del Messale Romano di Pio V, con l'aggiunta però delle feste dei santi del Regno d'Ungheria, due dei quali furono inserite anche nel calendario romano generale: santo Stefano d'Ungheria e sant'Adalberto. Anche dopo l'introduzione del Messale Romano, nell'arcidiocesi di Strigonio fu in uso un Rituale proprio, che sebbene si richiamasse al Rituale Romanum del 1614, accoglieva le consuetudini proprie del Regno d'Ungheria. Il Rituale Strigoniense fu stampato per la prima volta nel 1625 come erede di libri liturgici precedenti stampati nell'arcidiocesi nel 1560 e nel 1583. Ebbe poi numerose riedizioni fino al 1909 e rimase in uso fino alla metà del XX secolo. La Slovacchia orientale, che era soggetta all'arcidiocesi di Eger, adotterà il Rituale Agriense, stampato per la prima volta a Košice nel 1666 e sostanzialmente simile al Rituale Strigoniense. Alcune differenziazioni saranno introdotte con l'edizione del 1702. L'ultima edizione fu stampata nel 1898. Nel 1655 fu stampato a Levoča il libro Cantus catholici, che contiene 290 canti, di cui 227 sono in slovacco occidentale. Altro libro liturgico che rivela dati interessanti sulla liturgia e sulla pastorale, anche perché destinato alle chiese di borghi e villaggi, è il Cantionale Rituale; fu stampato nel 1681: oltre a canti in latino, ne raccoglie altri in slovacco.
Nel Settecento vennero erette le diocesi di Banská Bystrica (suffraganea di Strigonio), di Spiš e di Rožňava (suffraganee di Eger). All'inizio dell'Ottocento si aggiunse la diocesi di Košice, suffraganea anch'essa di Eger. Molto spesso i titolari di queste diocesi non erano slavi, ma appartenevano all'aristocrazia magiara o tedesca.
Nell'Ottocento l'arcidiocesi di Esztergom che dal XVI secolo aveva di fatto sede tra Presburgo (l'attuale Bratislava) e Trnava tornò ad avere sede nella città di Esztergom proprio durante l'episcopato di uno slavo, l'arcivescovo (e primate del regno) Alexander Rudnay Divékújfalusi.
Sempre nell'Ottocento venne eretta in Slovacchia la prima circoscrizione di rito bizantino, l'eparchia di Prešov. Inizialmente strettamente collegata all'eparchia di Mukačevo nella Rutenia subcarpatica, formava con essa un'unica chiesa. Soltanto più tardi si differenziò dalla Chiesa rutena dando origine ad una propria Chiesa sui iuris, la Chiesa greco-cattolica slovacca. A differenza delle diocesi romane, l'eparchia di Prešov aveva e ha ancora oggi una composizione etnica compatta, con clero e fedeli ruteni.

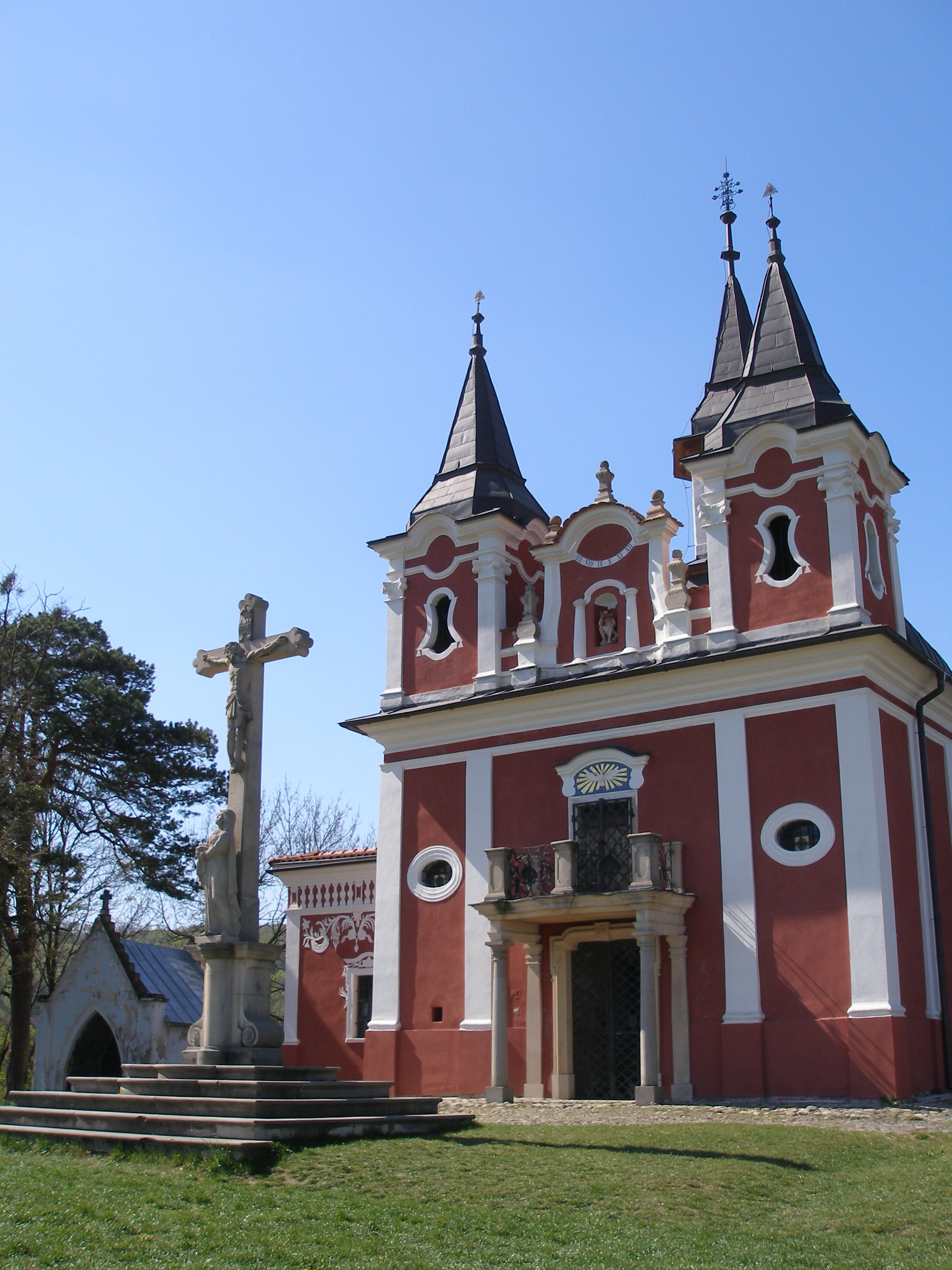
La chiesa della Santa Croce nel Calvario di Prešov.

Alcune tradizioni e consuetudini sono tuttora comuni alla Slovacchia e all'Ungheria: fra queste forse la più evidente è la presenza dei Calvari, sacri monti dedicati alla Passione di Cristo e con funzioni anche cimiteriali. Sono diffusi anche in Polonia e Lituania. Vi si svolgono le processioni della Via crucis. I Calvari si trovano sulle colline, in prossimità di quasi tutte le città principali: Bratislava, Trnava, Nitra, Banská Bystrica, Košice e Prešov sono esempi notevoli.

### Il Risorgimento
La Chiesa cattolica ebbe un ruolo rilevante nel Risorgimento slovacco, periodo importante per la coscienza dell'identità nazionale slovacca e per la codificazione della lingua slovacca, tentata per la prima volta dal presbitero Anton Bernolák, fondatore nel 1792 della Società istruita slovacca. Il Risorgimento slovacco fu guidato da personalità religiose, tanto evangeliche quanto cattoliche. I dissidi fra le due confessioni furono sporadici, ma si appianarono dopo la visita di Dobrá Voda, in cui il gruppo dei giovani patrioti protestanti Štúr, Hurban e Hodža rese omaggio allo scrittore e presbitero Ján Hollý.
Importante in questo periodo fu la stampa del libro di preghiere Nábožné výlevy, curato da Andrej Radlinský. La prima edizione è del 1850 e ne seguiranno altre fino al 1945. Il libro, che ebbe vasta diffusione presso i fedeli, è pensato per essere utilizzato sia in casa sia in chiesa. Infatti, comprende i fondamenti del catechismo, insieme a biografie di santi, meditazioni e preghiere personali, ma anche canti liturgici.
Nel 1870 fu fondata a Trnava la Società di Sant'Adalberto, un circolo culturale cattolico importante per la diffusione di libri e periodici cattolici in lingua slovacca. Appare nel 1909 il Duchovný Spevník Katolícky s rituálom ("Canzonale cattolico spirituale con rituale"), curato da A. Matzenauer. Sebbene la maggior parte dei canti sia in latino, le rubriche sono in slovacco. Fra il 1913 e il 1926 la Società di Sant'Adalberto tradusse l'intera Bibbia in slovacco moderno.

### Cecoslovacchia fra le guerre mondiali
Dopo la caduta dell'Impero austro-ungarico la Slovacchia non costituiva una provincia ecclesiastica, poiché le diocesi slovacche erano tutte suffraganee di arcidiocesi ungheresi.
Questo problema era complicato dal fatto che quasi tutte le alte cariche ecclesiastiche (vescovi, canonici, decani, cappellani papali) erano appannaggio di magiari o di slovacchi magiarizzati.
Il governo cecoslovacco di Praga volle procedere ad una rapida demagiarizzazione che coinvolse anche la Chiesa cattolica. Emblematico il caso del vescovo di Nitra Viliam Batthyány, che abdicò ed emigrò in Ungheria, dove morì nel 1923. Anche i vescovi di Banská Bystrica e di Spiš emigrarono in Ungheria, mentre quello di Rožňava era morto nel 1920. Solo a Košice rimase un vescovo magiaro.
La Santa Sede si rese conto della mutata situazione politica e Benedetto XV nel concistoro segreto del 13 novembre 1920 nominò tre vescovi slovacchi, lasciando provvisoriamente Rožňava sede vacante. I tre vescovi furono consacrati nella stessa cerimonia a Nitra il 13 febbraio 1921 dal nunzio apostolico in Cecoslovacchia Clemente Micara.
Tuttavia, una buona parte dell'arcidiocesi di Strigonio si trovava ora in territorio cecoslovacco e ciò rese necessaria l'erezione di un'amministrazione apostolica con sede a Trnava e anche in questo caso fu eletto un amministratore apostolico slovacco.
Di fatto la presenza di amministratori apostolici a Trnava, Rožňava e Košice, rendeva queste diocesi immediatamente dipendenti dalla Santa Sede, con una più larga autonomia dalle metropolie ungheresi.
Il 22 aprile 1927 con il decreto Celebre apud Slovachiae gentem papa Pio XI dichiarò la Beata Vergine Maria dei Sette Dolori patrona principale della Slovacchia. Il 22 maggio fu dato il solenne annuncio nella basilica dei Sette Dolori della Vergine Maria di Šaštín, alla presenza di tre vescovi e 40 000 fedeli. L'anno successivo fu benedetta la grande campana nazionale, del peso di 4 745 kg.
L'istituzione formale di una provincia ecclesiastica slovacca indipendente fu per la prima considerata il 2 febbraio 1928 in occasione della sottoscrizione di un Modus vivendi tra Cecoslovacchia e Santa Sede. Nel 1937 i confini delle diocesi slovacche furono adattati anche ai confini tra Austria e Slovacchia.
Il Rituale Strigoniense e il Rituale Agriense furono utilizzati come fonti per la redazione del Rituale Slovacchiae del 1937, che fu in uso presso le diocesi slovacche e della Rutenia subcarpatica dopo la nascita della Cecoslovacchia. Tuttavia nel rituale sono presenti anche elementi nuovi, che non si incontrano nei precedenti rituali del Regno d'Ungheria. In alcuni casi il rituale permette di usare al posto del latino, lo slovacco, oppure il tedesco o l'ungherese.
Nel 1937 viene pubblicato per la prima volta lo Jednotný katolícky spevník ("Canzonale cattolico unico") una raccolta di canti liturgici per il rito romano, che da allora e fino ad oggi è l'unico canzonale in uso nelle chiese. Concepito fra il 1921 e il 1936 per iniziativa di mons. Ján Pöstényi, amministratore della Società di Sant'Adalberto, fu compilato dal compositore e maestro del coro Mikuláš Schneider-Trnavský, che compose ben 226 canti degli oltre 500 raccolti nel libro.

### Tiso e la prima repubblica slovacca
Il 14 marzo 1939 il Parlamento slovacco dichiarò all'unanimità l'indipendenza del Paese e il giorno successivo le truppe tedesche invasero quello che rimaneva della Cecoslovacchia.
Jozef Tiso, sacerdote cattolico, fu Primo ministro della Slovacchia indipendente dal 14 marzo 1939 fino al 26 ottobre 1939, quando divenne Presidente della Repubblica; nel frattempo – fin dal 1º ottobre – era pure presidente del Partito del Popolo slovacco. Dal 1942 assunse il titolo di Vodca, corrispondente al tedesco Führer o all'italiano duce.
L'indipendenza della Slovacchia era illusoria, in quanto il paese era in realtà uno Stato vassallo della Germania nazista, cui fin dal 23 marzo 1939 era vincolato da un "Trattato di protezione". Sotto un altro profilo la Slovacchia si era tuttavia resa indipendente da Praga.
Il Partito del Popolo slovacco approvò su richiesta dei nazisti una legislazione antisemita, il cui esempio principale è rappresentato dai 270 articoli del cosiddetto codice ebraico del 9 settembre 1941. In base a tale normativa gli Ebrei in Slovacchia non potevano essere proprietari di beni immobili o beni di lusso, erano esclusi dagli incarichi pubblici e dalle libere professioni, non potevano partecipare ad eventi sportivi o culturali, erano pure esclusi dalle scuole secondarie e dalle università e dovevano indossare in pubblico la stella di Davide.
Tiso – come molti all'epoca – aveva ben precise idee antisemite, come dimostrano alcune delle sue lettere del periodo finale della seconda guerra mondiale e alcune sue dichiarazioni, ma quale sacerdote egli si opponeva alla violenza e sembra quindi si possa almeno escludere che egli accettasse il concetto della “soluzione finale”, ossia del genocidio. In ogni caso, la sua posizione e il suo ruolo, come sacerdote cattolico, misero in grande imbarazzo le autorità vaticane.

### Dopo la seconda guerra mondiale

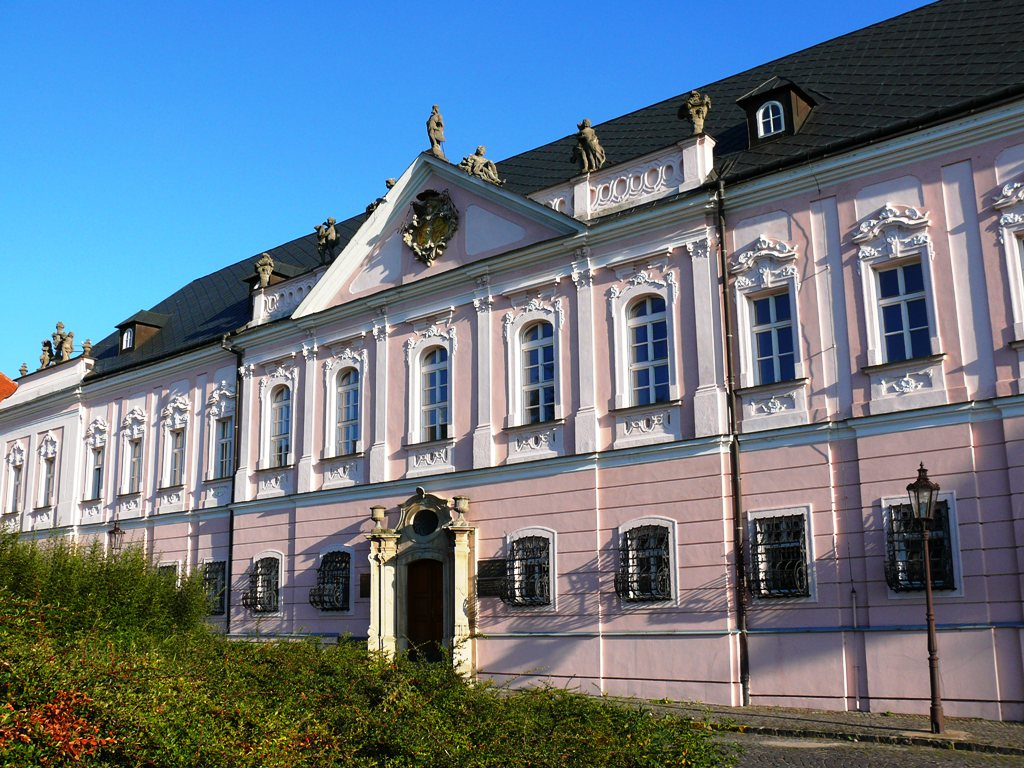
Il seminario di Nitra, l'unico seminario in funzione in Slovacchia durante il comunismo.

La presenza di un regime comunista dopo la seconda guerra mondiale fu d'intralcio ad ogni attività religiosa. Molte diocesi rimasero a lungo vacanti, i preti e i vescovi furono detenuti per lunghi periodi e sottoposti a stretta vigilanza, spesso accusati di attività antistatale.
Alcuni di loro trovarono la morte in carcere, come il beato Pavol Peter Gojdič, eparca di Prešov.
La Chiesa greco-cattolica venne ufficialmente proibita e nel 1950 fu convocato un sinodo illegittimo che ne sancì l'adesione al Patriarcato di Mosca. Molti cattolici di rito bizantino passarono in questo periodo al rito romano, mentre tutte le proprietà della Chiesa greco-cattolica furono trasferite alla Chiesa ortodossa.
La Chiesa cattolica reagì costituendo la cosiddetta Chiesa clandestina, che riusciva a mantenere i contatti con la Santa Sede e a limitare l'influenza dell'associazione filogovernativa Pacem in terris. Quest'associazione era un tentativo del governo comunista di controllare e addomesticare la Chiesa cattolica. I suoi esponenti erano generalmente vicari capitolari delle diocesi vacanti e la Santa Sede non volle mai nominarli vescovi. I vescovi venivano invece ordinati in segreto. Emblematica è la figura del vescovo Ján Chryzostom Korec, a lungo detenuto, che solo con la caduta del regime poté avere la sede di Nitra e più tardi la porpora cardinalizia. Il cardinale Agostino Casaroli fu in questo periodo il paziente regista della Ostpolitik vaticana e compì due visite in Cecoslovacchia nel 1967 e nel 1975.

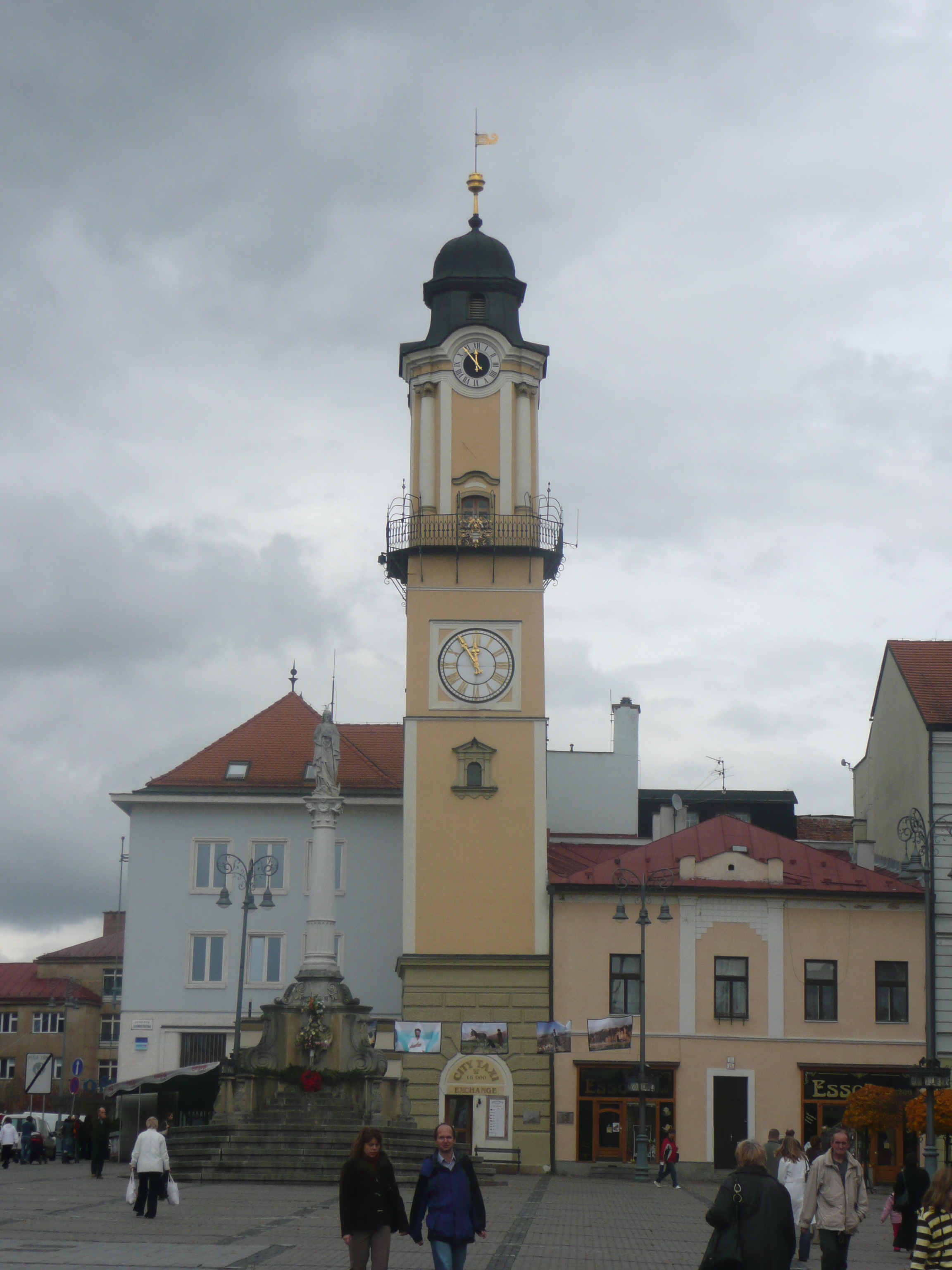
La colonna mariana della peste nella piazza centrale di Banská Bystrica fu spostata nel 1964, perché giudicata imbarazzante per Chruščëv che doveva tenere un discorso nella piazza. Ora è stata ricollocata nella posizione originaria.

Una parziale intesa con il regime si trovò sull'istituzione della provincia ecclesiastica slovacca, sancita da papa Paolo VI con la Costituzione apostolica Praescriptionum sacrosancti del 30 dicembre 1977, con la quale si divideva definitivamente l'amministrazione apostolica di Trnava dall'arcidiocesi di Strigonio, erigendo l'arcidiocesi di Trnava e con la Costituzione apostolica Qui divino che sanciva finalmente la nascita della provincia ecclesiastica. Entrambe le costituzioni furono rese pubbliche nella cattedrale di Trnava dall'arcivescovo di Praga cardinale František Tomášek il 6 luglio 1978.

### La fine del regime e la Slovacchia indipendente
La rivoluzione di velluto ha portato alla Chiesa cattolica nuova libertà. Si sono potuti nominare i vescovi nelle sedi vacanti, si sono potuti riaprire i seminari diocesani (durante il comunismo era in funzione un solo seminario in tutta la Slovacchia), i beni della Chiesa greco-cattolica furono restituiti e le antiche radici religiose degli slovacchi tornarono alla luce.

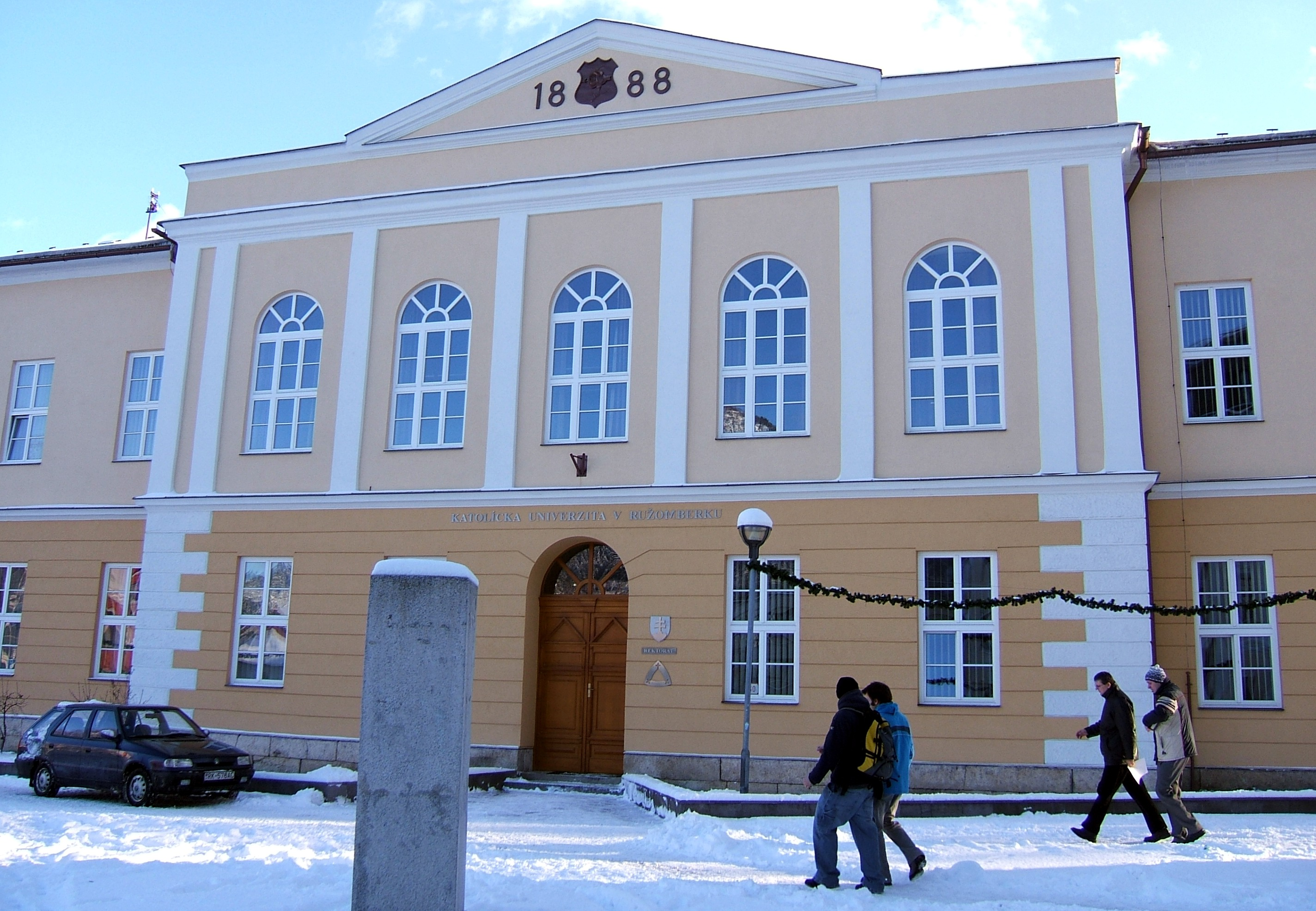
Il rettorato dell'università cattolica di Ružomberok.

L'indipendenza slovacca del 1993 ha facilitato ancor più questa rifioritura, in quanto i cattolici costituiscono ora la maggioranza della popolazione. In questo clima si colloca la Costituzione apostolica Pastorali quidem permoti con la quale Giovanni Paolo II ha voluto stabilire una seconda provincia ecclesiastica in Slovacchia, rendendo Košice arcidiocesi metropolitana, avente come suffraganee Spiš e Rožňava.
Altri tangibili segni di attenzione di Giovanni Paolo II furono le sue tre visite apostoliche (1990, 1995 e 2003) in Slovacchia, di cui toccò tutte le diocesi, le porpore cardinalizie concesse a Jozef Tomko nel 1985 e a Ján Chryzostom Korec nel 1991, la canonizzazione dei Martiri di Košice: Marco Križevčanin, Melchiorre Grodecký e Stefano Pongrácz (1995) e le beatificazioni di Metod Dominik Trčka (2001), Pavol Peter Gojdič (2001) e Vasiľ Hopko (2003).
Il 10 maggio 2000 è stata inaugurata a Ružomberok un'università cattolica, sotto la guida della Conferenza episcopale slovacca. Sono presenti le facoltà di teologia, filosofia, pedagogia e medicina.
Il 20 gennaio 2003 con il Concordato tra Slovacchia e Santa Sede è stato eretto un Ordinariato militare.
Nei primi mesi del 2008 papa Benedetto XVI ha proceduto ad una riorganizzazione delle circoscrizioni ecclesiastiche slovacche.
Il 30 gennaio l'eparchia di Prešov è divenuta un'arcieparchia metropolitana, l'esarcato apostolico di Košice è stato elevato ad eparchia ed è stata eretta l'eparchia di Bratislava.
Il 14 febbraio l'arcidiocesi di Bratislava-Trnava è stata divisa nelle due arcidiocesi di Bratislava e di Trnava, di cui la prima è sede metropolitana. Inoltre, è stata eretta la diocesi di Žilina e le diocesi di Nitra e Banská Bystrica sono state interessate da rilevanti variazioni territoriali.

## Organizzazione ecclesiastica

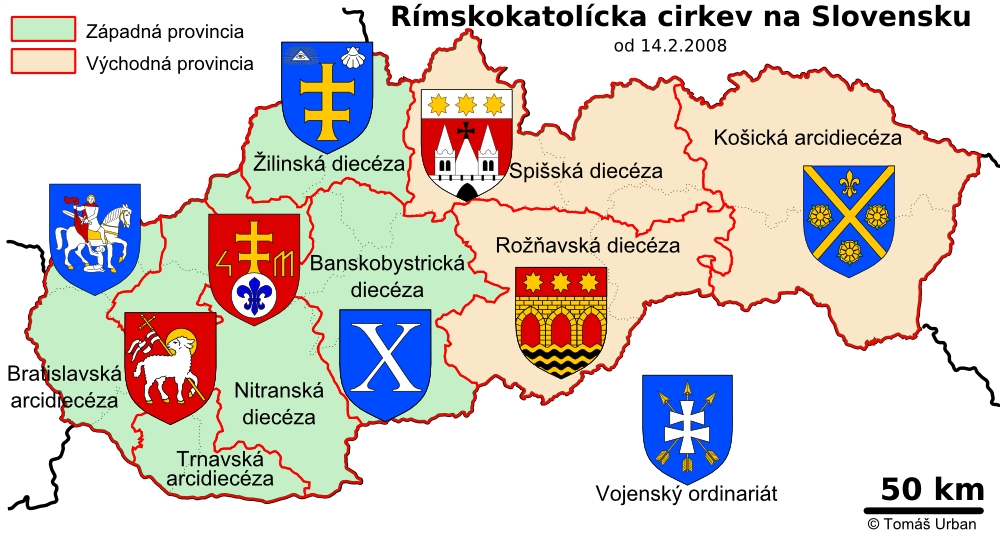
Diocesi cattoliche di rito romano in Slovacchia

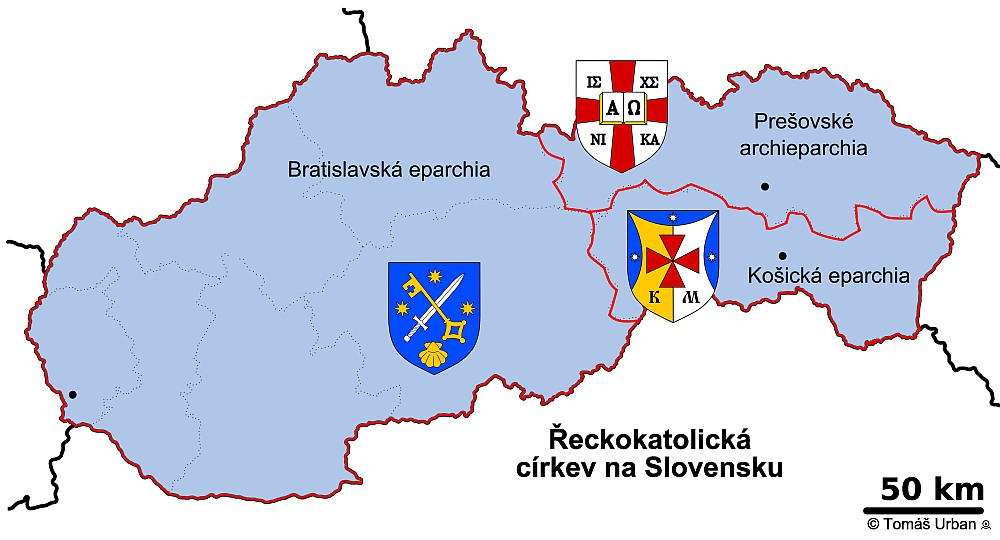
Diocesi della Chiesa greco-cattolica slovacca

### Chiesa cattolica di rito romano
- Arcidiocesi di Bratislava, che ha come suffraganee:
  - Arcidiocesi di Trnava
  - Diocesi di Banská Bystrica
  - Diocesi di Nitra
  - Diocesi di Žilina
- Arcidiocesi di Košice che ha come suffraganee:
  - Diocesi di Rožňava
  - Diocesi di Spiš
- Ordinariato militare in Slovacchia

### Chiesa greco-cattolica slovacca
- Arcieparchia di Prešov che ha come suffraganee:
  - Eparchia di Bratislava
  - Eparchia di Košice

## Nunziatura apostolica
La nunziatura apostolica della Slovacchia è stata istituita il 1º gennaio 1993 con il breve Ad firmiores reddendas di papa Giovanni Paolo II.

### Nunzi apostolici
- Giovanni Coppa † (1º gennaio 1993 - 2 marzo 1994 dimesso)
- Luigi Dossena † (2 marzo 1994 - 8 febbraio 2001 ritirato)
- Henryk Józef Nowacki (8 febbraio 2001 - 28 novembre 2007 nominato nunzio apostolico in Nicaragua)
- Mario Giordana (15 marzo 2008 - 1º aprile 2017 ritirato)
- Giacomo Guido Ottonello (1º aprile 2017 - 31 ottobre 2021 ritirato)
- Nicola Girasoli, dal 2 luglio 2022

## Conferenza episcopale
L'episcopato locale costituisce la Conferenza dei Vescovi della Slovacchia (Konferencia Biskupov Slovenska, KBS), i cui statuti sono stati approvati dalla Santa Sede nel 2000.
La KBS è membro del Consiglio delle conferenze dei vescovi d'Europa.
Elenco dei presidenti della Conferenza episcopale:
- Cardinale Ján Chryzostom Korec, vescovo di Nitra (1992 - 1993)
- Vescovo František Tondra, vescovo di Spiš (4 maggio 1993 - 13 aprile 1994)
- Vescovo Rudolf Baláž, vescovo di Banská Bystrica (13 aprile 1994 - 31 agosto 2000)
- Vescovo František Tondra, vescovo di Spiš (31 agosto 2000 - 28 ottobre 2009)
- Arcivescovo Stanislav Zvolenský, arcivescovo di Bratislava (28 ottobre 2009 - 10 ottobre 2022)
- Arcivescovo Bernard Bober, arcivescovo di Košice, dal 10 ottobre 2022

Elenco dei vicepresidenti della Conferenza episcopale:
- Arcivescovo Alojz Tkáč, arcivescovo di Košice (4 aprile 1994 - 31 agosto 2000)
- Arcivescovo Ján Sokol, arcivescovo di Trnava (31 agosto 2000 - 16 settembre 2003)
- Vescovo Rudolf Baláž, vescovo di Banská Bystrica (16 settembre 2003 - 3 ottobre 2006)
- Vescovo Viliam Judák, vescovo di Nitra (3 ottobre 2006 - 21 settembre 2015)
- Arcivescovo Bernard Bober, arcivescovo di Košice (21 settembre 2015 - 10 ottobre 2022)
- Vescovo Viliam Judák, vescovo di Nitra, dal 10 ottobre 2022

Elenco dei segretari generali della Conferenza episcopale:
- Vescovo Dominik Hrušovský, vescovo ausiliare di Bratislava (4 aprile 1993 - 27 luglio 1995)
- Vescovo Peter Dubovský, S.I., vescovo ausiliare di Banská Bystrica (27 luglio 1995 - 31 agosto 2000)
- Vescovo Marián Chovanec, vescovo di Banská Bystrica, dal 31 agosto 2000

## Musica
Nelle chiese di rito romano è in uso fin dal 1937 un unico libro di canti, lo Jednotný katolícky spevník curato dal compositore Mikuláš Schneider-Trnavský.